# Stonewall County
Stonewall County är ett administrativt område i delstaten Texas, USA, med 1 490 invånare (2010). Den administrativa huvudorten (county seat) är Aspermont.

## Geografi
Enligt United States Census Bureau så har countyt en total area på 2 383 km². 2 378 av den arean är land och 5 km² är vatten.  

### Angränsande countyn
- King County - norr
- Haskell County - öster
- Jones County - sydost
- Fisher County - söder
- Kent County - väster